# Canta Celia Cruz
Canta Celia Cruz es el tercer disco completo de la Sonora Matancera interpretando ritmos cubanos, grabado en 1956. Es el séptimo long play comercial de la agrupación, donde interviene en el mismo, la afamada cantante cubana Celia Cruz donde a elaborado grabaciones con la agrupación entre junio de 1953 hasta octubre de 1955.

## Canciones
1. Contestación a El Marinero
2. Mi Soncito
3. Muñecas Del Cha Cha Chá
4. El Merengue
5. El Yerbero Moderno
6. Óyela, Gózala
7. Goza Negra
8. Sandunguéate
9. Burundanga
10. Nuevo Ritmo Omelenkó
11. Plegaria a Laroyé
12. Juancito Trucupey

- Datos: Q5747657